# Alberto Accarisi
Alberto Accarisi (1497 Cento – 1544) byl italský gramatik, lexikograf, italista a romanista. Pracoval jako notář.
Accarisi (nebo Acarisio, Acharisio, Accarigi) psal, jako Niccolò Liburnio, Lucilio Minerbi a Francesco Alunno, slovníky a gramatiky, které následovaly doktrínu Pietra Bemba.

## Dílo
- Grammatica volgare, Bologna 1536
- Vocabolario, Grammatica et Orthographia de la lingua volgare, con ispositioni di molti luoghi di Dante, del Petrarca et del Boccaccio, Cento 1543
- La grammatica volgare di M. Alberto degli Acharigi da Cento = La grammaire de M. Albert de La Charisi Dacento, tournée de tuscan en français, 1555
- Le osservazioni della lingua volgare di diversi huomini illustri, cioè del Bembo, del Gabriello, del Fortunio, dell'Acarisio, et di altri scrittori, Benátky 1562